# Max Pechstein
Max Hermann Pechstein (Zwickau, 31 de dezembro de 1881 — Berlim, 29 de junho de 1955), foi um pintor expressionista alemão e artista gráfico.
Formado na Academia de Dresden e na Kunstgewerbeschule, em 1906 foi integrado em Die Brücke. Trabalhou num expressionismo moderado, influenciado pela pintura fauvista francesa, especialmente por Matisse. Em 1908 deslocou-se a Berlim onde participou da fundação da Neue Secession, o que o levou a ser expulso de Die Brücke em 1912. Os seus temas favoritos relacionam-se ao exotismo e à união com a natureza, motivo pelo qual visitou as ilhas Palau do Pacífico em 1914. Ligou-se com Der Blaue Reiter, sendo um dos membros do grupo que mais cedo alcançou a popularidade. Após a Primeira Guerra Mundial fez parte do Novembergruppe, ensinando na Academia das Artes da Prússia até a chegada do nazismo, que o retirou dos seus cargos e o condenou ao ostracismo. Em 1945 foi reabilitado e trabalhou como professor da Escola Superior de Artes Figurativas.